# Ушаков, Иван Михайлович
Иван Михайлович Ушаков (1779 — ноябрь 1845) — генерал-майор, участник Наполеоновских войн.

## Биография
Родился в 1779 году, в деревне Ушаково (предположительно) Курской губернии, в имении своего отца статского советника Михаила Ивановича. Происходил из древнего дворянского рода Курской губернии. В военную службу был записан 15 сентября 1784 года в лейб-гвардии Преображенский полк.
Явившись в строй 13 декабря 1796 года, Ушаков был произведён в подпоручики Астраханского гренадерского полка. Затем переводится в Навагинский пехотный полк, где получил чин штабс-капитана и майора.
В 1806—1807 годах Ушаков участвовал в кампании против французов в Восточной Пруссии, отличился в сражениях под Пултуском, Морунгеном и Гейльсбергом, в сражении у Прейсиш-Эйлау получил пулевую рану в руку. «В воздаяние отличной храбрости, оказанной в сём сражении» награждён орденом Св. Владимира 4-степени с бантом. За отличия в 1807 году он был награждён золотой шпагой с надписью «За храбрость», а в следующем году получил прусский орден Pour le Mérite.
По окончании войны он был назначен адъютантом к генерал-фельдмаршалу А. А. Прозоровскому, но вскоре был переведён на должность адъютанта к М. И. Кутузову, состоя при котором в 1808—1809 годах сражался с турками на Дунае. С декабря 1808 года — подполковник.
18 марта 1810 года Ушаков был назначен командиром Черниговского пехотного полка. С самого начала Отечественной войны 1812 года Ушаков находился в сражениях с французами, отличился в арьергардных боях под Витебском, за что был произведён в полковник. В Бородинской битве он был ранен пулей в рот с повреждением челюсти, а ядром ему раздробило левую ногу. Впоследствии она была ампутирована ниже колена. 23 декабря 1812 года он был награждён орденом св. Георгия 4-го класса (№ 1122 по кавалерскому списку Судравского и № 2489 по списку Григоровича — Степанова)
В воздаяние ревностной службы и отличия, оказанного в сражении против французских войск 1812 года августа 26-го при с. Бородине, где, командуя полком и вдаваясь во все опасности, примером своего мужества поощрял подчинённых на поражение неприятеля, которого сбив с высоты, отчаянно им защищаемой, взял на оной окоп, оставленный прежде сего нашими войсками, причём и тяжело ранен.
Ушаков принял участие в Заграничных походах. Был награждён серебряной медалью «За взятие Парижа» и 6 марта 1814 года вышел в отставку с чином генерал-майора. Получил также боевую серебряную и бронзовую «дворянскую» медали «За 1812 год».
В 1815 году Ушаков был избран Курским губернским предводителем дворянства. 4 августа 1817 года он вновь принят на службу с чином генерал-майора, но оставался губернским предводителем дворянства до 1819 года. В 1818 году награждён орденом Св. Владимира 3 степени. С 1829 года Ушаков последовательно занимал должность окружного генерала 3-го, 7-го и затем 5-го) округа Отдельного корпуса Внутренней стражи.
В начале 1845 года Ушаков был назначен на должность Херсонского коменданта, которую занимал до своей смерти, последовавшей в ноябре 1845 года.

### Семья
Женат на княжне Надежде Дмитриевне Прозоровской, дочери Тульского губ. предводителя дворянства кн. Дмитрия Александровича Прозоровского. Имел восемь детей.

## Награды
Среди прочих наград Ушаков имел ордена св. Станислава 1-й степени (1832 год) и св. Владимира 2-й степени (1838 год), Св. Анны 1-й степени (1844 г.)

## Комментарии
1. Ранее считался «Портретом генерал-майора Остен-Сакена»[1]. Переатрибутирован как «Портрет Ивана Михайловича Ушакова» в книге Александра Кибовского[2].
2. ↑  Ранее считался «Портретом генерал-майора Остен-Сакена»[3]. Переатрибутирован как «Портрет Ивана Михайловича Ушакова» в книге Александра Кибовского[4].
3. ↑  В последующем — Фатежского уезда.